# روجر فر
روجر كيث فير(بالإنجليزية: Roger Ver)‏ (من مواليد 27 يناير 1979  ) هو من أوائل المستثمرين في البيتكوين والشركات الناشئة المرتبطة بالبيتكوين. عُرف باسم «يسوع البيتكوين» بسبب ترويجه الدائم لعملة البيتكوين. وهو الآن يقوم بالترويج لبيتكوين كاش.
وُلد روجر ونشأ في وادي السيليكون، قام ببيع متفجرات على موقع إيباي وأقر في وقت لاحق بثلاث تهم جنائية ذات صلة. قضى 10 أشهر في السجن، ثم انتقل إلى اليابان في عام 2005. تخلى عن جنسيته الأمريكية في عام 2014 بعد حصوله على جواز سفر كيتيتي . ذهب بعد ذلك للعمل كرئيس تنفيذي لـ Bitcoin.com.

## روابط خارجية
"Episode 687: Buy This Passport". Planet Money. 10 مارس 2016. مؤرشف من الأصل في 2020-05-20.